# Cathédrale anglicane de Christchurch
La cathédrale anglicane de Christchurch en Nouvelle-Zélande, siège du diocèse anglican du même nom, a été construite pendant la seconde moitié du XIXe siècle dans le style néo-gothique. Elle est située au centre de la ville de Christchurch, et domine la place dite Cathedral Square. Endommagée par un séisme en 2011, elle est démolie et sera remplacée par un nouvel édifice. Une cathédrale temporaire réalisée par Shigeru Ban est construite pour assurer la transition. 

## Histoire

### Premier édifice (1864 – 2011)
La première pierre fut posée le 16 décembre 1864 mais des raisons financières touchant la ville encore naissante firent retarder les travaux entre 1865 et 1873. La nef et le clocher furent consacrés en 1881 mais la construction ne fut complètement menée à son terme qu'en 1904.  
Le projet initial est dû à l'architecte britannique Sir George Gilbert Scott et les travaux furent supervisés localement par l'architecte néo-zélandais Benjamin Mountfort ; il était prévu à l'origine une construction en bois, mais les plans furent changés lorsque fut découverte, à proximité, une carrière de pierres appropriées et de bonne qualité.  Des poutres en bois de totara (Podocarpus totara) et de matai (Prumnopitys taxifolia) de la péninsule de Banks furent utilisées pour la charpente.   
Le clocher de la cathédrale, haut de 63 mètres, était accessible au public. On y découvrait un bon point de vue sur la partie centrale de la ville. Ce clocher a été endommagé à plusieurs reprises par des tremblements de terre. Après celui de 1901 on remplaça pour sa couverture la pierre par des feuilles de cuivre patiné, plus tolérant aux séismes.   
L'édifice a subi une rénovation complète en 2006-2007 incluant le remplacement des matériaux de couverture.

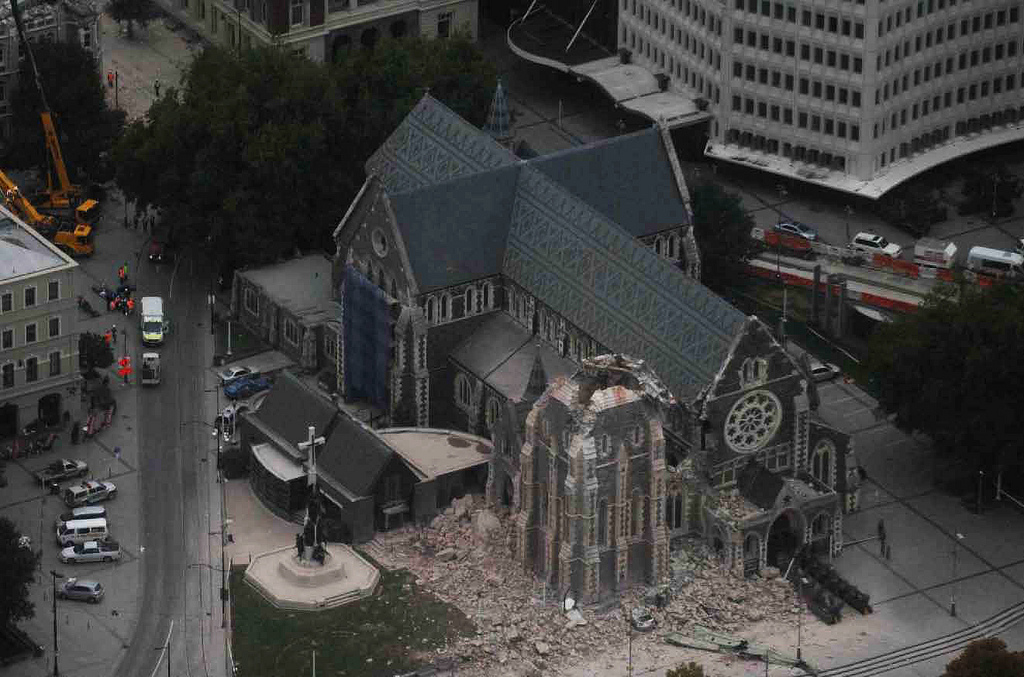
Vue aérienne de la cathédrale de Christchurch dont la flèche s'est à moitié effondrée.

La cathédrale a été en grande partie détruite lors du séisme du 22 février 2011. Le clocher et une partie de la nef se sont notamment effondrés. À la suite de ce séisme, la décision de démolir l'édifice a été prise, celle-ci commençant en 2012. Le recours contre cette démolition et pour la restauration n'a pas abouti et a été rejeté en décembre 2013. La cathédrale avait déjà été endommagée par des tremblements de terre en 1881, en 1888, en 1901, en 1922 et en 2010.

### Édifice temporaire (depuis 2012)

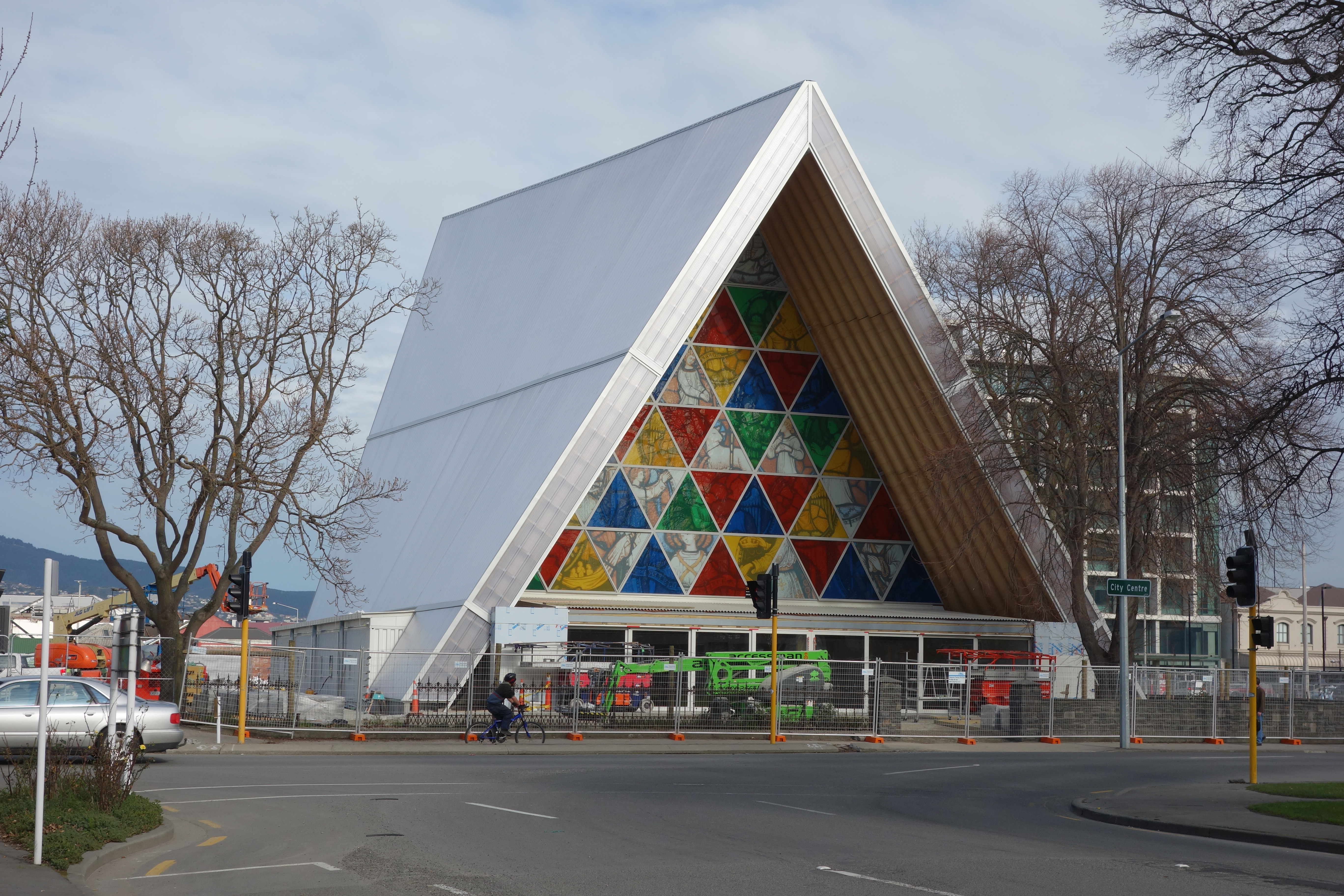
La cathédrale de carton en cours de construction en 2013.

Une nouvelle cathédrale sera construite à l'emplacement de l'ancienne. Pour assurer la transition entre les deux édifices, une cathédrale temporaire est édifiée dans la ville entre 2012 et 2013. Réalisée par l'architecte japonais Shigeru Ban, celle-ci est notamment construite en carton renforcé et est prévue pour durer 50 ans. Son coût est de 4 millions d'euros. La capacité est de 700 places et le plafond s'élève à 21 mètres au niveau de l'autel. La structure est en tubes de carton, en poutre de bois et en acier. Les fondations sont en béton et les murs formés par des conteneurs.
Elle est connue en anglais comme The Cardboard Cathedral (la cathédrale de carton).